# Llista de bisbes de Barcelona
La llista de bisbes de Barcelona inclou els personatges al capdavant del bisbat i, des de 1964, arquebisbat de Barcelona. Abans del primer bisbe documentat, hi ha una extensa llista de bisbes llegendaris de la ciutat, alguns d'ells inexistents i d'altres formats a partir de figures reals de la comunitat cristiana de la ciutat romana. El primer, segons aquesta tradició, fou Sant Eteri, un deixeble de Sant Jaume el Major, que el deixà com a cap de la comunitat cristiana en la seva també llegendària visita a la ciutat l'any 37. La llista continua amb els sants bisbes Teodosi de Barcelona, Víctor, Eci, Luci de Barcelona, Toca o Fuca, fins a arribar a Sant Sever de Barcelona, sant màrtir l'any 302 i sant patró de la ciutat, tot i que tampoc no va existir. Vegeu-ne les diferents llistes en l'apartat Bisbes llegendaris de Barcelona.

## Bisbes llegendaris de Barcelona
Com s'ha dit, hi ha un nombre de bisbes inexistents de Barcelona, creats per la devoció popular, confusions i intencionadament per tal de fer retrotraure la història de la diòcesi als primers temps del cristianisme. Se'n conserven diversos episcopologis (llistes de bisbes) amb algunes divergències. La més antiga la dona Jeroni Pau, cap al 1491; hi consten:
- Víctor
- Eci
- Alexandra
- Teòtic
- Pacià de Barcelona
- Sever de Barcelona
- Idali de Barcelona
- Olimpi

Juan Bautista Pérez a mitjan segle xvi, fa constar (la data és la suposada data de mort):
- Teodosi de Barcelona (34)
- Víctor (42)
- Eci (53)
- Deòtic (60)
- Luci (69)
- Fucas (69)
- Deodat (78)
- Teodosi II (81)
- Deodat II (108)
- Penguard (120)
- Pusi (146)
- Alexandre (162)
- Albert (172)
- Ermengol (191)
- Gaudimar (222)
- Sever de Barcelona (289)

I passa a Pacià de Barcelona.
En 1602, Francisco Diago dona una llista diferent a la seva crònica, sense que se'n sàpiguen totes les fonts:
- Teodosi de Barcelona (44)
- Víctor (52)
- Eci I (53)
- Teòtic (60)
- Luci (69)
- Fucas, Toca o Teòtic (69)
- Deodat (78)
- Teodoric (91)
- Deodat II (108)
- Lengard (120)
- Luci II (146)
- Alexandre (162)
- Albert (172)
- Ermengol (191)
- Gondimar (210)
- Guillem (222)

i passa a Pretextat, ja al 347.
Durant l'època de dominació andalusina fins a Sant Oleguer dona la següent cronologia:
- Bernat I mort el 6 de setembre del 741
- Guillem IV mort el 16 de setembre del 771
- Bernat Vives mort el 8 d'abril del 781
- Guillem V mort el 16 d'abril del 788
- Umbert I mort el 16 de desembre del 801
- Ramon II mort el 6 de maig de 835
- Guillem VI mort el 18 d'abril del 850
- Joan en temps del comte Berà I
- Adaülf (850 - 860)
- Ramon III fins a l'1 de maig del 864
- Hug de Cruïlles mort el 18 d'abril del 870
- Frodoí (861 - 890)
- Bernat mort el 21 de desembre del 904
- Teodoric III (vivia el 926 mort el 940)
- Gondemaro
- Wilara, vivia el 945
- Bernat, mort el 3 de maig del 964
- Aeci (mort el 1010)
- Deodat (mort cap al 1028)
- Guadall Domnuç (1029 - 1034)
- Guislabert I de Barcelona (1035 - 1061)
- Berenguer I (1062 - 1069)
- Umbert de Cervelló (1069 - 1086)
- Bertran (1086 - 1094)
- Folc II de Cardona (1096 - 1099)
- Berenguer Bernat (1100 - 1106)
- Ramon Guillem (1107 - 1114)
- Oleguer (1115 - 1137)

Finalment, la falsa crònica de Luci Flavi Dextre, publicada en 1609 per Jerónimo Román de la Higuera, i que tingué un èxit insospitat, dona:
- Eteri de Barcelona (37)
- Teodosi de Barcelona (94)
- Víctor (139)
- Luci (208)
- Fulta (212)
- Teodosi (285)
- Sever de Barcelona (285)
- Avit (299)
- Mademar (300)
- desconegut
- Sever II de Barcelona (352)
- Pretextat (356)
- Pacià (370)
- Emila (384)
- Lampadi (396) i continua amb els històrics.

## Bisbes històrics de Barcelona
Els bisbes documentats i realment històrics són:
- Pretextat (mencionat l'any 343)
- Sant Pacià (~379 - 392)
- Lampi (394 - 400)
- Sigisari (mencionat el 415)
- Nundinari (mort abans del 465)
- Agrici (516 - 517)
- Nebridi (540 - 546)
- Patern (mencionat el 546)
- Ugne (~580 - 589 arrià; 589 - 599 catòlic)
- Emila (610 - 614)
- Sever II (620 - 633)
- Oia (636 - 638)
- Quirze (~640 - 666)
- Idali (683 - 689), citat com a sant en algunes fonts antigues
- Laülf (mencionat el 693)

Els bisbes durant la dominació andalusina de Barcelona fins a Sant Oleguer procedeixen d'una llista elaborada per Diago que no aporta altra prova que els noms, noms que no s'esmenten en les llistes elaborades per Paulo, almenys fins a Joan
- Adaülf (850 - 860)
- Frodoí (861 - 890)
- Teodoric (904 - 937)
- Guilarà (937 - 959)
- Pere (962 - 973)
- Vives (974 - 995)
- Aeci (995-1010)
- Deodat (1010 - 1029)
- Guadall Domnuç (1029 - 1035)
- Guislabert I de Barcelona (1035 - 1062)
- Berenguer I (1062 - 1069)
- Umbert de Cervelló (1069 - 1086)
- Bertran (1086 - 1094)
- Folc II de Cardona (1096 - 1099)
- Berenguer Bernat (1100 - 1106)
- Ramon Guillem (1107 - 1114)
- Oleguer (1115 - 1137)
- Arnau Ermengol (1138 - 1143)
- Guillem de Torroja (1144 - 1171)
- Bernat de Berga (1172 - 1188)
- Ramon de Castellvell (1189 - 1199)
- Berenguer de Palou I (1200 - 1206), oncle del bisbe de 1212-1241
- Pere de Cirac (1207 - 1211)
- Berenguer de Palou II (1212 - 1241), nebot del bisbe de 1200-1206
- Pere de Centelles (1241 - 1252)
- Arnau de Gurb (1252 - 1284)
- Guerau de Gualba (1285)
- Bernat Pelegrí (1288 - 1300)
- Ponç de Gualba (1303 - 1334)
- Ferrer d'Abella (1334 - 1344)
- Bernat Oliver (1345 - 1346)
- Miquel de Ricomà (1346 - 1361)
- Guillem de Torrelles i Marquet (1361 - 1369)
- Berenguer d'Erill i de Pallars (1369 - 1370)
- Pere de Planella (1371 - 1385)
- Ramon d'Escales (1386 - 1389)
- Joan Ermengol (1389 - 1408)
- Francesc de Blanes (1408 - 1410)
- Francesc Climent, dit Sapera (1410 - 1415), 1r període
- Andreu Bertran (1415 - 1419), 1r període. El 1416 va ser President de la Generalitat de Catalunya
- Francesc Climent, dit Sapera (1419 - 1429), 2n període
- Andreu Bertran (1431 - 1433), 2n període
- Simó Salvador (1433 - 1445)
- Jaume Girard (1445 - 1456)
- Joan Soler (1458 - 1463)
- Joan Ximenis Cerdà (1464 - 1472)
- Roderic de Borja (1472 - 1478)
- Gonzalo Fernández de Heredia (1478 - 1490)
- Pere Garcia (1490 - 1505)
- Enric de Cardona i Enríquez (1505 - 1512)
- Martín García Puyazuelo (1512 - 1521)
- Guillem Ramon de Vic (1521 - 1525), (coadjutor 1519 - 1521)
- Silvio Passarini (1525 - 1529)
- Lluís de Cardona i Enríquez (1529 - 1531). Era Abat de Santa Maria de Solsona i President de la Generalitat de Catalunya (1524 - 1527)
- Joan de Cardona (1531 - 1546)
- Jaume Caçador (1546 - 1561)
- Guillem Caçador (1561 - 1570)
- Martín Martínez del Villar (1573 - 1575)
- Joan Dimas Lloris (1576 - 1598)
- Ildefons Coloma (1599 - 1604)
- Rafael de Rovirola (1604 - 1609)
- Joan de Montcada (1610 - 1612)
- Lluís de Sanç i Còdol (1612 - 1620)
- Joan Sentís i Sunyer (1620 - 1632)
- Garcia Gil de Manrique y Maldonado (1633 - 1651). Va ser el 92è. President de la Generalitat de Catalunya (1632 - 1635)
- Ramon de Sentmenat i de Lanuza (1655 - 1663)
- Alfonso de Sotomayor (1664 - 1682). Va ser el 108è. President de la Generalitat de Catalunya (1677 - 1680)
- Benito Ignacio de Salazar (1683 - 1691) Va ser el 112è. President de la Generalitat de Catalunya (1689 - 1692)
- Manuel de Alba (1693 - 1697)
- Benet de Sala i de Caramany (1698 - 1715), cardenal
- Diego de Astorga i Céspedes (1716 - 1720), cardenal
- Andrés de Orbe y Larreátegui (1720 - 1725)
- Bernardo Ximénez de Cascante (1725 - 1730)
- Gaspar de Molina y Oviedo (1731 - 1734), procedent del bisbat de Santiago de Cuba, cardenal
- Felipe de Aguado y Requejo (1734- 1737)
- Francisco del Castillo y Vintimilla (1738 - 1747)
- Francisco Díaz Santos Bullón (1748 - 1750)
- Manuel López de Aguirre (1750- 1754)
- Ascensi Sales (1755 - 1766)
- Josep Climent i Avinent (1766 - 1775)
- Gabino de Valladares y Mejía (1775 - 1794)
- Eustaquio de Azara y Perera (1794 - 1797), procedent del bisbat d'Eivissa
- Pedro Díaz Valdés (1798 - 1807)
- Pau de Sitjar i Ruata (1808 - 1831)
- Pedro Martínez de San Martín (1833 - 1849)
- Josep Domènec Costa i Borràs (1850 - 1857), procedent del bisbat de Lleida
- Antoni Palau i Térmens (1857 - 1862), procedent del bisbat de Vic
- Pantaleó Montserrat i Navarro (1863 - 1870), procedent del bisbat de Badajoz
- Joaquim Lluch i Garriga (1874 - 1877), procedent del bisbat de Salamanca
- José María de Urquinaona Bidot (1878 - 1883), procedent del bisbat de les Illes Canàries
- Jaume Català i Albosa (1883 - 1899), procedent del bisbat de Cadis.
- Josep Morgades i Gili (1899 - 1901), procedent del bisbat de Vic
- Salvador Casañas i Pagès (1901 - 1908), procedent del bisbat d'Urgell, cardenal
- Joan Laguarda i Fenollera (1909 - 1913), procedent del bisbat de Jaén
- Enric Reig i Casanova (1914 - 1920)
- Ramon Guillamet i Coma (1920 - 1926), procedent del bisbat de Còrdova
- Josep Miralles i Sbert (1926 - 1930), procedent del bisbat de Lleida, (coadjutor 1925 - 1926)
- Manuel Irurita Almandoz (1930 - 1936), procedent del bisbat de Lleida, mort assassinat
- Miguel de los Santos Díaz Gómara (1939 - 1942), bisbe de Cartagena, administrador apostòlic

## Llista d'arquebisbes de Barcelona
| Arquebisbes de Barcelona | Arquebisbes de Barcelona | Arquebisbes de Barcelona | Arquebisbes de Barcelona             | Arquebisbes de Barcelona | Arquebisbes de Barcelona | Arquebisbes de Barcelona                                              |
| #                        | Nom                      | Nom                      | Nom                                  | Data d'inici             | Data de finalització     | Procedència                                                           |
| ------------------------ | ------------------------ | ------------------------ | ------------------------------------ | ------------------------ | ------------------------ | --------------------------------------------------------------------- |
|                          |                          |                          | Gregorio Modrego Casaus cardenal     | 30 de desembre de 1942   | 7 de gener de 1967       | des de 1952 arquebisbe ad personam, des de 1964 arquebisbe sede plena |
|                          |                          |                          | Marcelo González Martín cardenal     | 7 de gener de 1967       | 3 de desembre de 1971    | procedent del bisbat d'Astorga (coadjutor 1966-1967)                  |
|                          |                          |                          | Narcís Jubany i Arnau cardenal       | 3 de desembre de 1971    | 23 de març de 1990       | procedent del bisbat de Girona                                        |
|                          |                          |                          | Ricard Maria Carles i Gordó cardenal | 23 de març de 1990       | 15 de juny de 2004       | procedent del bisbat de Tortosa                                       |
|                          |                          |                          | Lluís Martínez i Sistach cardenal    | 15 de juny de 2004       | 6 de novembre de 2015    | procedent de l'arquebisbat de Tarragona                               |
|                          |                          |                          | Joan Josep Omella i Omella cardenal  | 6 de novembre de 2015    | En el càrrec             | procedent del Bisbat de Calahorra i La Calzada-Logronyo               |